# Jaltenco
Jaltenco é um município do estado do México, no México.